# Coptomia
Coptomia är ett släkte av skalbaggar. Coptomia ingår i familjen Cetoniidae.

## Bildgalleri

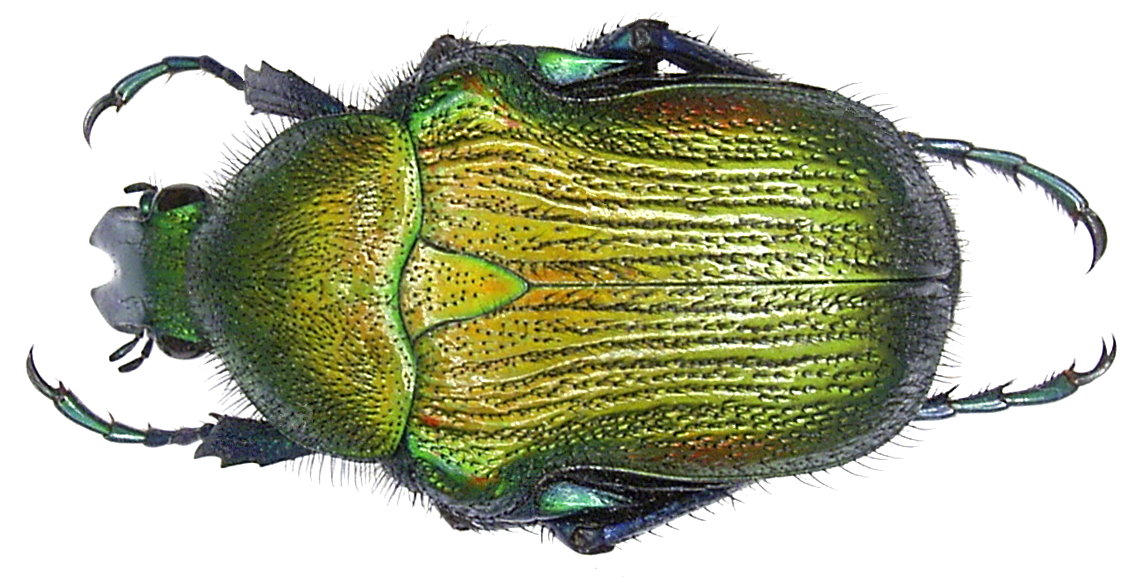
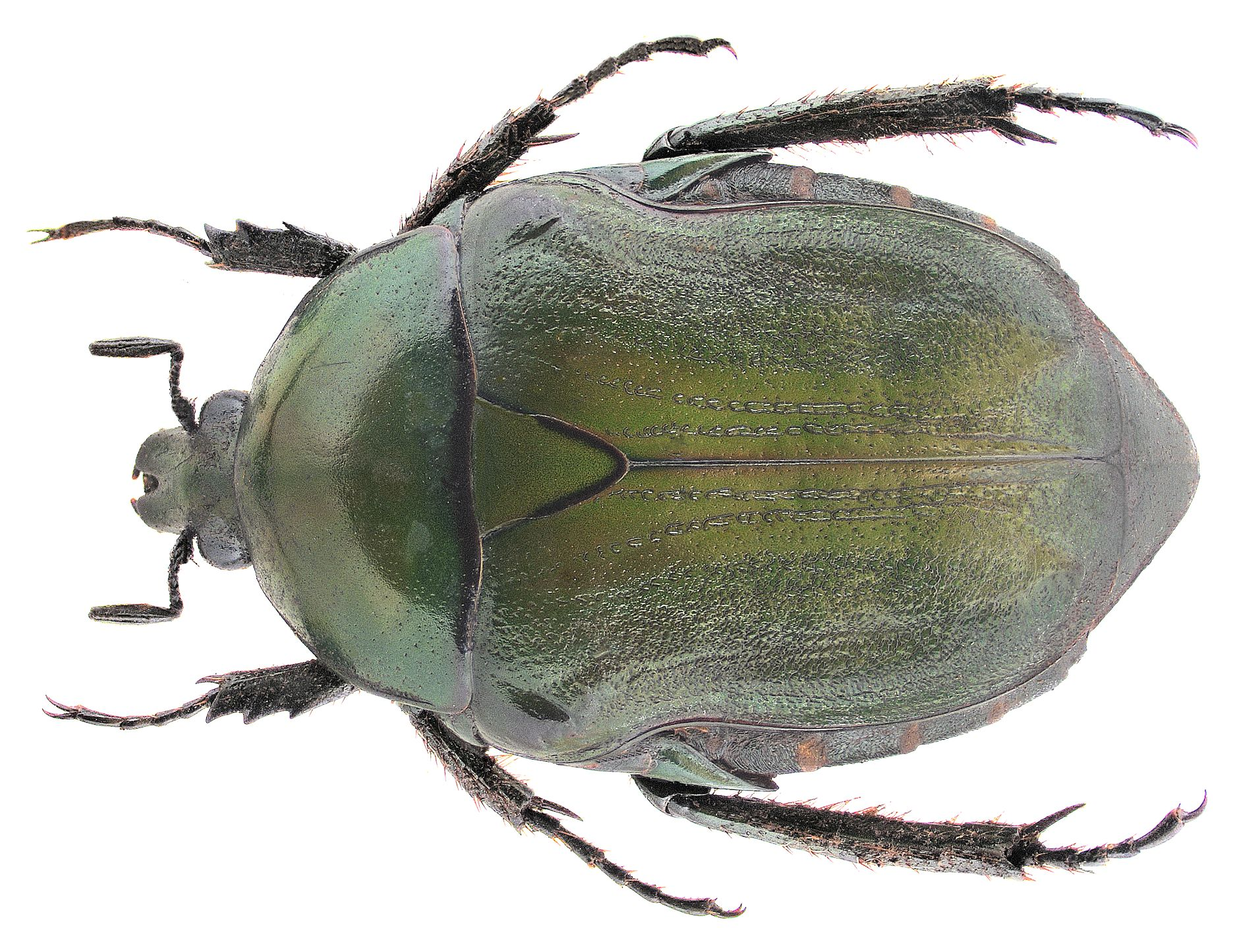
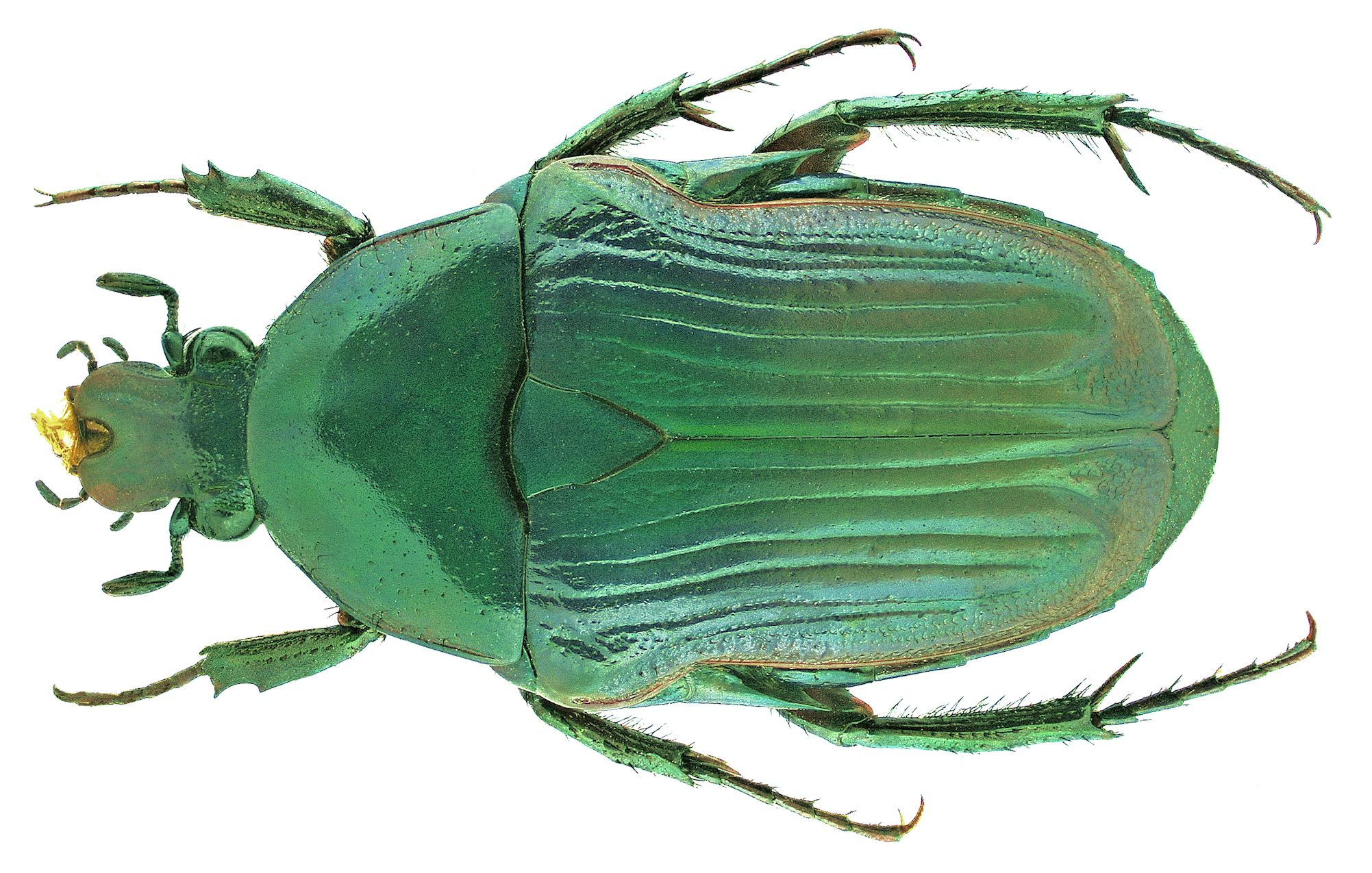

## Dottertaxa tillCoptomia, i alfabetisk ordning[1]
- Coptomia apicalis
- Coptomia bertrandi
- Coptomia biguttata
- Coptomia bontempsi
- Coptomia castanoptera
- Coptomia celata
- Coptomia cinctiventris
- Coptomia colasi
- Coptomia compacta
- Coptomia consobrina
- Coptomia corrugata
- Coptomia costata
- Coptomia crassa
- Coptomia cruciata
- Coptomia crucigera
- Coptomia decepta
- Coptomia discipennis
- Coptomia emmae
- Coptomia granulata
- Coptomia humberti
- Coptomia ibityi
- Coptomia jarrigei
- Coptomia laevis
- Coptomia lambertoni
- Coptomia lucida
- Coptomia mandrakae
- Coptomia masoalae
- Coptomia mauritiana
- Coptomia milloti
- Coptomia mimetica
- Coptomia mutabilis
- Coptomia nigriceps
- Coptomia olivacea
- Coptomia oliveri
- Coptomia opalina
- Coptomia pauliana
- Coptomia pauliani
- Coptomia prasina
- Coptomia propinqua
- Coptomia quadrimaculata
- Coptomia razananae
- Coptomia rufovaria
- Coptomia sexmaculata
- Coptomia similis
- Coptomia smaragdula
- Coptomia striatopunctata
- Coptomia sulcata
- Coptomia tsaratananae
- Coptomia uniformis
- Coptomia vieui
- Coptomia violacea
- Coptomia viossati